# Смитер, Крис
Уильям Кристофер Смитер (11 ноября 1944, Майами, Флорида, США) — американский блюзовый певец, гитарист и автор песен. Его музыка во многом основана на блюзе, американской народной музыке и на произведениях современных поэтов и философов.

## Биография

### Ранние годы
Он родился в Майами в семье Кэтрин (урождённой Уивер) и Уильяма Смайтера. Хоть дядя Криса Говард Элберт Смайтер был музыковедом и писателем с наградами, а отец Уильям был профессором испанской и мексиканской культуры, сам Смитер не считает, что его таланты обусловлены влиянием семьи. Поначалу семья Смитеров жила в Эквадоре и долине Рио-Гранде в Техасе, а затем обосновалась в Новом Орлеане, когда Крису было 3 года. Школьные годы он провёл во французской государственной школе в Париже со своей сестрой-близнецом Мэри Кэтрин. В Париже Смитер получил свою первую гитару, которую отец привёз ему из Испании. Вскоре после этого семья вернулась в Новый Орлеан, где его отец преподавал в Тулейнском университете.
В 1960 году Смитер и двое его друзей приняли участие в народном конкурсе «Битва групп»» в театре Сэнгера в Новом Орлеане. 2 года спустя Смитер окончил среднюю школу Бенджамина Франклина в Новом Орлеане и поступил в Universidad de las Américas, A.C. в Мехико, планируя изучать латиноамериканскую антропологию, как и его отец. Именно там друг Смитера поставил ему пластинку Лайтнина Хопкинса «Blues in My Bottle». Проведя год в Мексике, Крис вернулся в Новый Орлеан, где в течение года учился в Тулейнском университете и открыл для себя музыку Миссисипи Джона Хёрта благодаря альбому Blues at Newport 1963 на Vanguard Records. Хёрт и Хопкинс стали ключевыми фигурами в творчестве Смитера.
В 1964 году Смитер прилетел в Нью-Йорк. Там он зашёл в кафе «The Gaslight», чтобы увидеть своего кумира Миссисипи Джона Хёрта. Оказавшись в Париже, в который Крис приплыл на SS United States в рамках программы «Год за границей для старшеклассников», он часто стал играть на гитаре вместо посещения занятий.
Смитер вернулся в Новый Орлеан в 1965 году. Он вскоре отправился во Флориду, чтобы встретиться с Эриком фон Шмидтом. Фон Шмидт пригласил Криса войти и, послушав его игру, посоветовал ему отправиться на север, чтобы найти место на набирающей популярность фолк-сцене в Нью-Йорке или Кембридже. Смитер последовал этому совету и через несколько недель пришёл в клуб 47 на Гарвард-сквере, застав фон Шмидта за выступлением. Эрик пригласил Криса на сцену, и он сыграл 3 песни.

### Карьера
Вскоре Смитер начал писать и исполнять собственные песни. Он получил известность в местных кругах и к 1967 году был упомянут на обложке журнала The Broadside of Boston.
В 1970 году он выпустил свой первый альбом I'm a Stranger Too! на лейбле Poppy Records, а в следующем году — Don't It Drag On. Смитер записал следующий альбом Honeysuckle Dog в 1973 году для United Artists Records. Однако Крис был уволен с лейбла, и альбом не выходил до 2004 года, пока его не выпустил Tomato Records.
В 1972 году у Смитера сложились давние рабочие отношения с Бонни Рэйтт, когда кавер-версия песни «Love Me Like a Man» в исполнении Рэйтт появилась на её втором альбоме Give It Up. Бонни сделала эту песню визитной карточкой своих выступлений, и она вошла в несколько её концертных альбомов и сборников. Она восхищалась талантом Смитера писать песни и играть на гитаре. В 1973 году Рэйтт исполнила песню Криса «I Feel the Same» на своём альбоме Takin' My Time.
После этого раннего успеха в карьере Смитера как музыканта и автора песен наступил долгий период затишья из-за испытываемых трудностей.
Смитер вновь стал выступать и писать песни лишь в конце 1970-х годов, получив несколько упоминаний в прессе. В 1979 году он был упомянут в книге Эрика фон Шмидта и Джима Руни «Baby Let Me Follow You Down».
В 1984 году третий альбом Смитера It Ain't Easy был выпущен на лейбле Adelphi Records.
Свой следующий альбом Another Way to Find You Крис записал перед аудиторией в студии Soundtrack в Бостоне в 1991 году. В 1993 году Смитер записал и выпустил свой пятый альбом Happier Blue. Оба альбома были выпущены на лейбле Flying Fish Records.
В 1999 году Смитер выпустил альбом Drive You Home Again на лейбле HighTone, и в этом же году отправился в Новую Зеландию, выступив на музыкальном фестивале Sweetwaters. В 2000 году он выпустил альбом Live as I'll Ever Be (HighTone), в который вошли концертные записи, сделанные двумя годами ранее. Его песня «No Love Today» была представлена в программе «Огни рампы» на телеканале «Bravo». В следующем году автор песен Питер Кейс пригласил Смитера принять участие в записи трибьют-альбома в честь Миссисипи Джона Хёрта, для которого он написал вступительную песню «Frankie and Albert».
В сентябре 2006 года Крис выпустил альбом Leave the Light On, спродюсированный Дэвидом Гуди Гудричем. Его песня «Origin of Species» попала в «список 100 лучших песен 2006 года» по версии Rolling Stone, заняв 42-е место. В 2007 году Смитер был назван лучшим фолк-исполнителем по версии Boston Music.

## Дискография

### Альбомы
- 1970 – I'm a Stranger Too!
- 1971 – Don't It Drag On
- 1984 – It Ain't Easy
- 1991 – Another Way to Find You
- 1993 – Happier Blue
- 1995 – Up on the Lowdown
- 1997 – Small Revelations
- 1999 – Drive You Home Again
- 2000 – Live as I'll Ever Be
- 2003 – Train Home
- 2005 – Honeysuckle Dog (записано в 1973)
- 2006 – Leave the Light On
- 2009 – Time Stands Still
- 2011 – Lost and Found
- 2012 – Hundred Dollar Valentine
- 2014 – Still on the Levee
- 2018 – Call Me Lucky
- 2020 – More From The Levee
- 2024 – All About The Bones

### Альбомы-сборники
- Blues Live From Mountain Stage (The Devil's Real) (1995)
- Avalon Blues: A Tribute to the Music of Mississippi John Hurt (Frankie and Albert) (2001)
- Raise the Roof – A Retrospective (Winsome Smile) (2004)
- Various – 89.3 The Current от Minnesota Public Radio (Train Home) (2005)
- A Case for Case: A Tribute to the Songs of Peter Case (Cold Trail Blues) (2006)
- Tales from the Tavern, Vol.1 (Train Home) (2006)
- True Folk (Step It Up and Go с Йормой Кауконеном) (2006)